# Cures (Boiro)
Cures (llamada oficialmente Santo André de Cures) es una parroquia y una aldea española del municipio de Boiro, en la provincia de La Coruña, Galicia. 

## Otras denominaciones
La parroquia también es conocida por el nombre de San Andrés de Cures.

## Localización
Cures está situado al norte del municipio de Boiro, junto al Monte Iroite. 

## Historia
La parroquia alberga el Escuadrón de Vigilancia Aérea número 10 del Ejército del Aire

## Entidades de población
Entidades de población que forman parte de la parroquia:
- Acuncheira (A Cuncheira)
- Afigueira (A Figueira)
- La Iglesia (A Igrexa)
- Ameán (A Meán)
- Balteiro
- Cadarnoxo
- Carboeiro
- Cubelo (O Covelo)
- Cures
- Enseño
- Graña
- Lidón
- Mieites
- Noceda
- Pumardorrío (Pumar do Río)
- Sabuceda

## Demografía

### Parroquia
| Gráfica de evolución demográfica de Cures (parroquia) entre 2000 y 2018 |
|                                                                         |
| Datos según el nomenclátor publicado por el INE.                        |

### Aldea
| Gráfica de evolución demográfica de Cures (aldea) entre 2000 y 2018 |
|                                                                     |
| Datos según el nomenclátor publicado por el INE.                    |

## Patrimonio histórico
En esta parroquia se encuentran algunos de los yacimientos megalíticos más importantes y antiguos de Galicia. Muchos de estos monumentos funerarios se hallan concentrados en un tramo de sólo 5 kilómetros, tales como los dólmenes de Casota do Páramo, Armadoiro, Arca do Barbanza o la Mámoa Cavada entre otros.